# ペニー (オーストラリア)
ペニー（英語: Penny、1d）は、オーストラリア国内で流通していた通貨。1オーストラリア・ポンドの240分の1の価値を持つ。1911年から1964年まで鋳造されており、現在はすべて失効している。
対オーストラリアセントは0.8333¢＝1豪ペニーとされた。

## 参考
- Bruce, Colin R.; Thomas Michael (2005年). 2006 Standard Catalog of World Coins (1901-present). KP Books. p. 67. ISBN 0-87349-987-5